# Panzergruppe Eberbach (Alemanha)
O Panzergruppe Eberbach foi um Grupo de Exército Panzer da Alemanha na Segunda Guerra Mundial que teve um curto tempo de serviço, sendo redesignado 5º Exército Panzer em Agosto de 1944.

## Comandantes
- General der Panzertruppen Heinrich Eberbach (10 Agosto 1944 - 21 Agosto 1944)

## Área de Operações
- França (Agosto 1944)

## Ligações Externas
- Feldgrau
- Axis History
- Lexikon der Wehrmacht